# Oeschgen
Oeschgen (schweizertyska: Öschge) är en ort och kommun i distriktet Laufenburg i kantonen Aargau, Schweiz. Kommunen har 1 176 invånare (2023).